# Clara Bünger

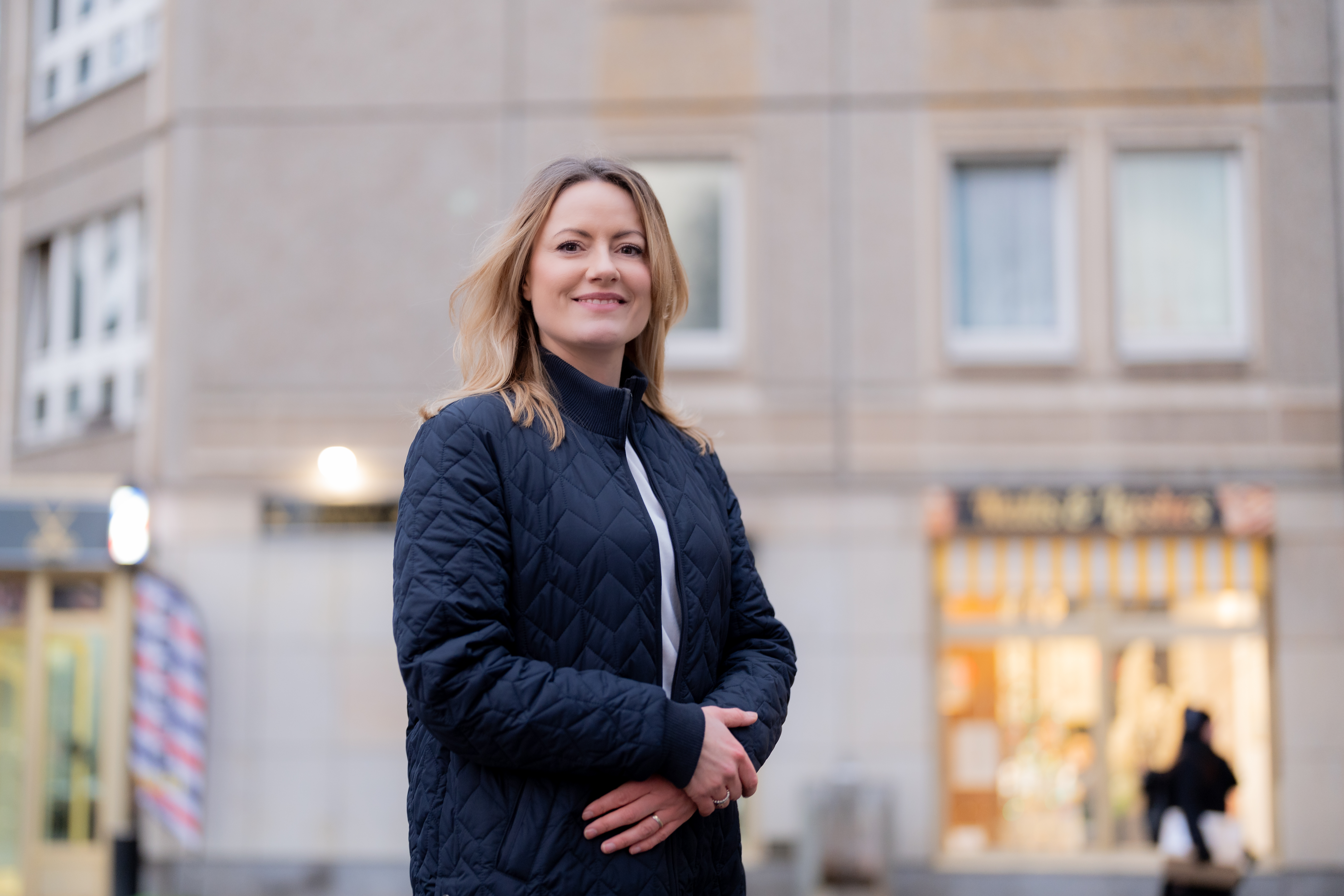
Clara Bünger in Dresden (2024)

Clara Anne Bünger  (* 4. Juli 1986 in Oldenburg) ist eine deutsche Juristin und Politikerin (Die Linke). Sie ist seit 2022 Mitglied des Deutschen Bundestages.

## Jugend, Ausbildung und Beruf
Bünger wuchs in Freiberg auf und legte dort ihr Abitur ab. Sie wuchs in einem politischen Elternhaus auf. Ihr Vater war an der Gründung der Zeitung Die Tageszeitung beteiligt und langjähriger Redakteur des Magazins Der Rechte Rand. Bünger studierte von 2005 bis 2012 Rechtswissenschaften in Leipzig und war Stipendiatin der Rosa-Luxemburg-Stiftung. Im Jahr 2012 arbeitete sie in einer Kanzlei in Israel im Bereich Holocaustentschädigung und Ghettorenten. Danach absolvierte sie von 2013 bis 2015 das Rechtsreferendariat in Berlin mit Stationen beim Auswärtigen Amt, der internationalen Menschenrechtskanzlei European Center for Constitutional and Human Rights und einer internationalen Kanzlei in Singapur. 2015 legte sie das Zweite Staatsexamen ab und ist seitdem Volljuristin.
Sie war von 2018 bis Anfang 2022 unter anderem als wissenschaftliche Mitarbeiterin im Abgeordnetenbüro der Bundestagsabgeordneten Gökay Akbulut tätig.

## Aktivistin für Asyl- und Menschenrechte

### Freiberger Jugendinitiative »Buntes Leben«
Schon während ihrer Jugend engagierte sie sich gegen rechtsradikale Strukturen in Freiberg und der Umgebung. 2003 gründete sie mit anderen die Jugendinitiative »Buntes Leben«. Die Organisation verhinderte den Bau eines Nazischulungszentrums in der Nähe von Freiberg. Außerdem spürte Bünger mit anderen einen verurteilten NS-Kriegsverbrecher in einem örtlichen Altersheim auf. Im Sommer 2005 wurde sie von organisierten rechten Jugendlichen überfallen und tätlich angegriffen, wobei ihr Kiefer verletzt wurde.

### Refugee Law Clinic
Seit 2014 engagiert sich Bünger für geflüchtete Menschen, insbesondere für die, die auf den griechischen Inseln ankommen. Sie war im Frühjahr 2016 als Koordinatorin der Rechtsberatung für die Refugee Law Clinics Deutschland auf Chios aktiv. Obwohl die Verhältnisse für Geflüchtete ähnlich prekär waren wie auf Lesbos, gab es kaum mediale Aufmerksamkeit. Zudem waren zu diesem Zeitpunkt keine Vertreter der EU oder der UN auf der Insel. Als Rechtsberaterin informierte sie die Geflüchteten zu den praktischen Folgen des EU-Türkei-Deals.

### Equal Rights Beyond Borders
2017 gründete Bünger gemeinsam mit anderen Juristen den Verein Equal Rights Beyond Borders e.V., der rechtliche Einzelfallberatungen für Geflüchtete anbietet und strategische Prozesse im Bereich Flucht und Migration führt. Anlass für die Vereinsgründung war der EU-Türkei-Deal, wegen dem die EU-Hotspots auf den griechischen Inseln faktisch zu Haft- und Abschiebezentren wurden. Schwerpunkt lag zunächst auf der Familienzusammenführung im Dublin-Verfahren; später erweiterte sich der Arbeitsbereich auf rechtswidrige Inhaftierungspraktiken.
Der Verein unterhält Büros in Berlin, Athen, Chios und Kos. 2019 erstritt der Verein vor dem Europäischen Gerichtshof für Menschenrechte die Unterbringung für eine obdachlose geflüchtete Frau und ihre minderjährige Tochter.

### Mitgliedschaften
Sie ist Mitglied bei Vereinte Dienstleistungsgewerkschaft (verdi) und bei der IRZ-Stiftung (Deutschen Stiftung für internationale rechtliche Zusammenarbeit e.V.). Bünger ist außerdem im Beirat von Humanity in Action. Seit 2019 engagiert sie sich bei der Seebrücke und unterstützte die Bewegung im Bereich Advocacy.

## Politik
Bünger trat 2005 in die PDS, die Vorgängerpartei der Linken, ein. Bei der Bundestagswahl 2021 kandidierte sie im Erzgebirgskreis I als Direktkandidatin und erhielt 8,0 Prozent der Erststimmen, unterlag jedoch dem AfD-Kandidaten Thomas Dietz, und zog durch ihre Platzierung auf Platz 5 der sächsischen Landesliste zunächst nicht in den Bundestag ein. Am 5. Januar 2022 rückte Bünger für Katja Kipping, die ihr Bundestagsmandat aufgrund ihrer Ernennung zur Berliner Senatorin für Integration, Arbeit und Soziales niederlegte, als Abgeordnete in den Deutschen Bundestag nach. Bünger sprach sich gegen Lohn- und Rentenungerechtigkeit aus und plädierte dafür, dass Daseinsvorsorge in die öffentliche Hand gehöre.
Im Bundestag war Bünger flucht- und rechtspolitische Sprecherin der Gruppe Die Linke im Bundestag, für deren Vorsitz sie im Februar 2024 gemeinsam mit Ates Gürpinar erfolglos kandidierte, wobei sie Heidi Reichinnek und Sören Pellmann mit 13 zu 14 Stimmen unterlagen. Sie war stellvertretendes Mitglied im Ausschuss für Inneres und Heimat, ordentliches Mitglied im Ausschuss für Recht und war vom 8. Juli 2022 bis zum 6. Dezember 2023 Obfrau im 1. Untersuchungsausschuss der 20. Wahlperiode des Deutschen Bundestages. Trotz ihres verspäteten Einzugs in den Bundestag war sie bei der Halbzeitbilanz der Legislaturperiode auf Platz 7 der Abgeordneten, die die meisten Reden hielten.
Als fluchtpolitische Sprecherin der Gruppe Die Linke initiierte sie zahlreiche Kleine Anfragen an die Bundesregierung, u. a. regelmäßige Abfragen der aktuellen Zahlen von Geflüchteten in Deutschland, zur Asylverfahrensdauer, der Herkunftsländer oder der Anzahl und Umstände von Abschiebungen. Auch die Übergriffe auf Geflüchtetenunterkünfte wurden durch ihre Anfragen öffentlich gemacht.
Bei der Bundestagswahl 2025 trat sie als Direktkandidatin im Bundestagswahlkreis Dresden II – Bautzen II an und wurde von ihrem Landesverband auf Platz drei der sächsischen Landesliste nominiert, über die sie dann in den Bundestag einzog. Ihre Kandidatur wurde 2025 durch Brand New Bundestag unterstützt. In ihrem neuen Wahlkreis erreichte sie 16,4 Prozent der Erststimmen und 15,9 Prozent der Zweitstimmen. Damit zählt ihr Wahlkreis zu denen mit dem höchsten Zweitstimmenanteil, den Die Linke bei der Bundestagswahl erzielen konnte.
Während der 21. Wahlperiode ist sie ordentliches Mitglied des Wahlausschusses sowie des Innenausschusses, sowie stellvertretendes Mitglied des Ausschuss für Digitales und Staatsmodernisierung und des Ausschusses für Recht und Verbraucherschutz. Für ihre Fraktion ist sie Sprecherin für Innenpolitik und Sprecherin für Fluchtpolitik. In dieser Wahlperiode ist sie zudem eine der stellvertretenden Vorsitzenden der Fraktion Die Linke im Bundestag und ist die Leiterin des Arbeitskreises für Recht, Demokratie und Antifaschismus der Fraktion.

## Positionen
Bünger erörterte vielfach die asyl- und menschenrechtliche Positionen von EU und Bundesregierung in Bezug auf die Situation von Geflüchteten an den EU-Außengrenzen. 2017 stellte sie die Rechtmäßigkeit beschleunigter Grenzverfahren auf den griechischen Inseln infrage und äußerte fundamentale Bedenken an der Einordnung der Türkei als sicheren Drittstaat. Sie erläuterte außerdem, wie griechische Erstaufnahmelager faktisch die Rolle von Abschiebezentren einnahmen. Bünger kritisierte den EU-Verteilmechanismus nach Seenotrettung und stellte die Kluft zwischen den Forderungen von deutschen Politikern und EU- und Menschenrechten heraus. 2021 bezeichnete sie die EU-Regelungen als ein „Asylverhinderungssystem“, bei dem Abschiebepatenschaften, Hotspot-Regelungen und Abschiebezentren eher auf die Verhinderung von Flucht als auf ein geordnetes Asylverfahren ausgelegt seien.
Die am 11. April 2024 im EU-Parlament beschlossene Reform des Gemeinsamen Europäischen Asylsystems (GEAS) kritisierte sie während der Genese scharf: Sie sei der massivste Angriff auf das individuelle Recht auf Asyl, den es in der EU je gegeben hat. Sie warnt vor Grenzverfahren unter Haftbedingungen, Deals mit Autokraten, Investitionen in Abschottung.
Seit den Protestbewegungen im Iran im September 2022 solidarisiert sie sich mit den protestierenden und von staatlicher Repression betroffenen Iranern. Sie übernahm eine politische Patenschaft für den inhaftierten Iraner Mohammad Ghobadlou, der im Dezember 2022 zum Tode vom Obersten Gerichtshof im Iran verurteilt und im Januar 2024 hingerichtet wurde, nachdem sein Urteil zunächst aufgehoben war.
Seit dem Start des Bundesaufnahmeprogramm für besonders gefährdete Menschen aus Afghanistan, das Personen, die im Dienste der Bundesregierung oder für zivilgesellschaftliche Institutionen während des Afghanistan-Einsatzes tätig waren, nach Machtergreifung der Taliban vor diesen schützen soll, äußert sich Bünger kritisch zur Umsetzung des Programms. Sie moniert, dass die Bundesregierung seit dem Start im Oktober 2022 bisher weit hinter dem Ziel verbleibt, 44.000 besonders gefährdete Afghaninnen und Afghanen in Deutschland aufzunehmen und ein Jahr später nur wenige hundert Personen in Deutschland angekommen sind. Grund dafür seien laut Bünger intransparente Sicherheitsüberprüfungen und mangelnde personelle Ausstattung in der deutschen Botschaft in Islamabad sowie fehlender politischer Willen, das Programm zügig durchzuführen. Weiterhin bewertet sie das mehrstufige Aufnahmeprogramm als bürokratisch und zu intransparent.
Bünger kritisiert als Mitglied im Rechtsausschuss die Kriminalisierung von Bagatelldelikten wie Fahren ohne Fahrschein und setzte sich für die Abschaffung des § 43 StGB (Ersatzfreiheitsstrafe) ein. Dem Begriff von Ronen Steinke folgend bezeichnete sie sie als Klassenjustiz, da Menschen ohne Einkommen und wohnungslose Menschen stärker von der Verbüßung einer Ersatzfreiheitsstrafe betroffen seien und gleichzeitig die Haft und ihre Folgen für sie schwerer zu verkraften seien.
Bünger befragt die Bundesregierung regelmäßig zur Problematik des Racial Profiling und Praxis von anlasslosen Kontrollen der Bundespolizei (Schleierfahndung). Sie kritisiert diese als rassistische Kontrollen und fordert ein Ende dieser Praxis.

## Veröffentlichte Beiträge
- mit Catharina Ziebritzki: Dynamiken der Einwanderungsgesellschaft. In: Neue Zeitschrift für Verwaltungsrecht NVwZ 2017, 200.
- Griechische Nazis vor Gericht – Das Verfahren gegen die Goldene Morgenröte. In: Forum Recht 01/17, S. 22–23  (pdf; 226 kB).
- mit Robert Nestler: Von „Erstaufnahmelagern“ zu „Abschiebezentren“ – Oberstes Verwaltungsgericht Griechenlands sieht Türkei als sicheren Drittstaat an. 6. November 2017.
- mit Robert Nestler: From first reception center to pre-removal facilities – Supreme Administrative court of Greece decides that Turkey is a safe third country. 2017.
- mit Robert Nestler: Erst Haft, dann Cherry Picking? In: Verfassungsblog, 17. Juli 2019.
- #WirhabenPlatz – Die Diskussion um Landesaufnahmeprogramme für Schutzsuchende aus den griechischen Hotspots. In: Benjamin Derin u. a. (Hrsg.): Grundrechte-Report 2021 – Zur Lage der Bürger- und Menschenrechte in Deutschland. S. Fischer-Verlag, Frankfurt am Main, 2021, ISBN 978-3-596-70622-8.
- Auf hoher See ausgesetzt – Frontex muss sich vor dem Europäischen Gerichtshof verantworten. In: Nele Austermann u. a. (Hrsg.): Recht gegen Rechts Report 2022. Fischer-Verlag, Frankfurt am Main 2022, ISBN 978-3-10-397134-7.
- Vom Recht auf Asyl zur Entrechtung an den EU-Außengrenzen. 17. Mai 2023.
- Seenotretter:innen als Staatsfeinde Nr.1? Zum Vorwurf der Schlepperei durch die griechische Justiz. In: Nele Austermann u. a. (Hrsg.): Recht gegen Rechts Report 2024. Fischer-Verlag, Frankfurt am Main, 2024, ISBN 978-3-10-397556-7.